# Eggenburger Zeitung
Die Eggenburger Zeitung war eine österreichische christlichsoziale Wochenzeitung, die zwischen 1906 und 1938 in Eggenburg und St. Pölten erschien. Von 1918 bis 1922 kam sie als Volkspost heraus und von 1922 bis 1928 als Eggenburger Volkspost. Im September 1938 ging sie in der Zeitung Grenzwacht auf. Die Eggenburger Zeitung führte den Nebentitel illustriertes Wochenblatt für Stadt und Land.